# 아라야 타워
아라야 타워는 쿠웨이트의 쿠웨이트 시티에 있는 마천루이다. 이 건물은 알 함라 타워 다음으로 쿠웨이트에서 두 번째로 높으며, 마천루가 아닌 탑인 리버레이션 타워를 포함할 경우 쿠웨이트에서 세 번째로 높다.

## 같이 보기
- 쿠웨이트의 마천루 목록